# Districte de Bangalore Rural
El districte de Bangalore Rural és un districte de l'Índia, a l'estat de Karnataka, creat el 15 d'agost de 1986 per la partició del districte de Bangalore en els districtes de Bangalore Urbà i Bangalore Rural. La capital està a Bangalore ciutat, que forma part del Districte de Bangalore Urbà. Hi ha un projecte per rebatejar el districte com Kempe Gowda.
Tenia fins al 2007 una superfície de 5.814 km², i una població el 2001 d'1.881.514 habitants.

## Geografia

### Muntanyes
- Ghats Orientals amb els pics de Banantimari Betta, Mudawadi Betta, Bilikal Betta, Siddadevara Betta, i altres.
- Muyntanyes Savandurga i Shivaganga, part de les muntanyes Nandi

### Rius
- Arkavati
- Kanva
- Dakshina Pinakini

### Divisió administrativa
Fins al 2007 estava dividit en 8 talukes:
- Channapatna
- Devanahalli
- Doddaballapura
- Hosakote
- Kanakapura
- Magadi
- Nelamangala
- Ramanagara

El setembre de 2007, les talukes de Ramanagara, Magadi i Channapatna es van separar i van formar el districte de Ramanagara.

### Jaciments arqueològics
- Jadigenahalli (taluka Hosakote)
- Bellandur
- Savandurga

## Llocs interessants
- El poble de Channapatna on es fabriquen nines, cortines i joies
- Shivagange, poble amb algun temples, una estàtua de Nandi
- Fort de Devanahalli
- Camp de pesca del Kaveri a Bhimeswari (Ramnagar)
- Resclosa de Manchina Bele a Magadi
- Sawan Durga (Fort de Sawan, en kannada "durga" = fort) un dels nou forts a la rodalia de Bangalore, prop de Magadi.
- Monòlit de Sawan Durga, monòlit que és el més gran d'Àsia.
- Mekedaatu (taluka Kanakapura), lloc de picnic

## Història
Vegeu Districte de Bangalore